# Wilmington Manor
Wilmington Manor es un lugar designado por el censo ubicado en el condado de New Castle en el estado estadounidense de Delaware. En el año 2000 tenía una población de 8.262 habitantes y una densidad poblacional de 1,964.6 personas por km².

## Geografía
Wilmington Manor se encuentra ubicado en las coordenadas 39°41′8″N 75°35′4″O / 39.68556, -75.58444.

## Demografía
Según la Oficina del Censo en 2000 los ingresos medios por hogar en la localidad eran de $43,434, y los ingresos medios por familia eran $48,920. Los hombres tenían unos ingresos medios de $36,111 frente a los $27,743 para las mujeres. La renta per cápita para la localidad era de $18,934. Alrededor del 9.4% de la población estaban por debajo del umbral de pobreza.